# Lac Oubeïra
Le lac Oubeïra est un lac d'eau douce situé dans le parc national d'El-Kala dans la wilaya d'El Tarf en Algérie. 
Il a été reconnu site Ramsar le 4 novembre 1983 et constitue une importante aire de nidification d'Afrique du Nord.

## Situation

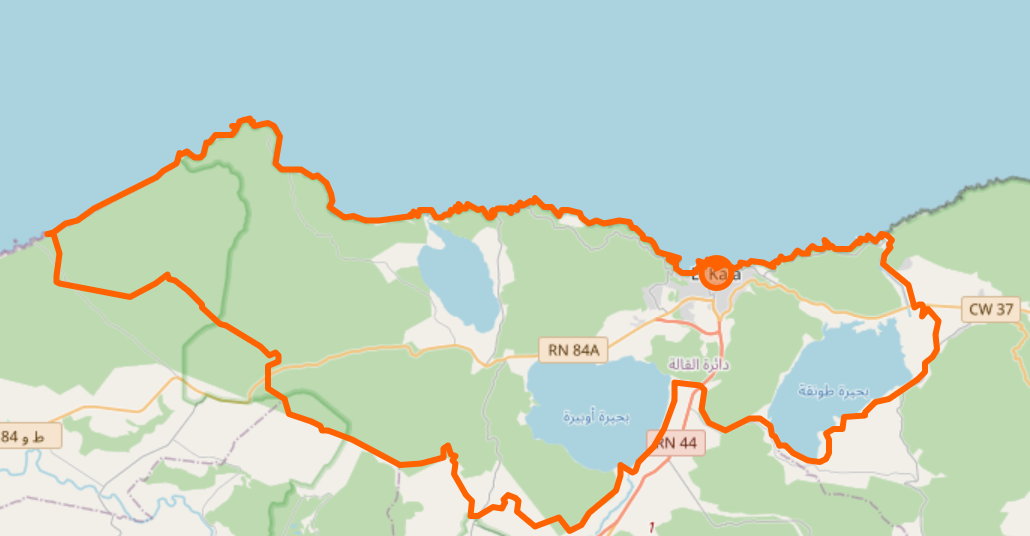
Localisation du lac dans la commune d'El Kala, le lac Oubeïra est le lac central des trois.

Le lac Oubeïra est un lac d'eau douce, situé dans la partie centrale du Parc national d'El-Kala, qui compte un autre lac d'eau douce, le lac Tonga et une lagune salée, le lac El Mellah. Les trois lacs ont été classés zones humides d'importance internationale de la convention de Ramsar par l'Unesco en 1983.
Le lac endoréique est situé entre la ville d'El Kala, dans l'extrême nord‑est du pays et la frontière algéro-tunisienne, à une altitude de 23 m. De forme presque circulaire, le lac Oubeira a un fond plat, recouvert généralement de vases grisâtres. Il occupe une superficie de 2.000 ha pour 1 mètre de profondeur en moyenne. Le site est un vaste complexe de zones humides qui comprend en outre  un système de dunes de sable. Le lac est relié à la Méditerranée. 
Le principal cours d'eau qui alimente le lac est l'oued Messida, qui a pour particularité de couler du lac vers l'oued el Rebir en 
été, en sens inverse l'hiver. Le lac d'Oubeira doit sa pérennité à un équilibre subtil entre une évaporation et une alimentation pluviale. La dimension du  bassin versant et l'apport non négligeable des nappes en saison sèche, permettent de compenser les pertes importantes et de pérenniser le lac.

## Climat
Le climat de la région est de type méditerranéen, avec une température moyenne annuelle de 18,9 °C. Il présente une saison sèche longue de quatre mois. Le mois de janvier est le mois le plus froid et le mois d'août, le plus chaud. La pluviométrie moyenne annuelle dépasse les 700 mm, la zone connaît un maximum de précipitations en automne et en hiver et un minimum en été.

## Faune et flore

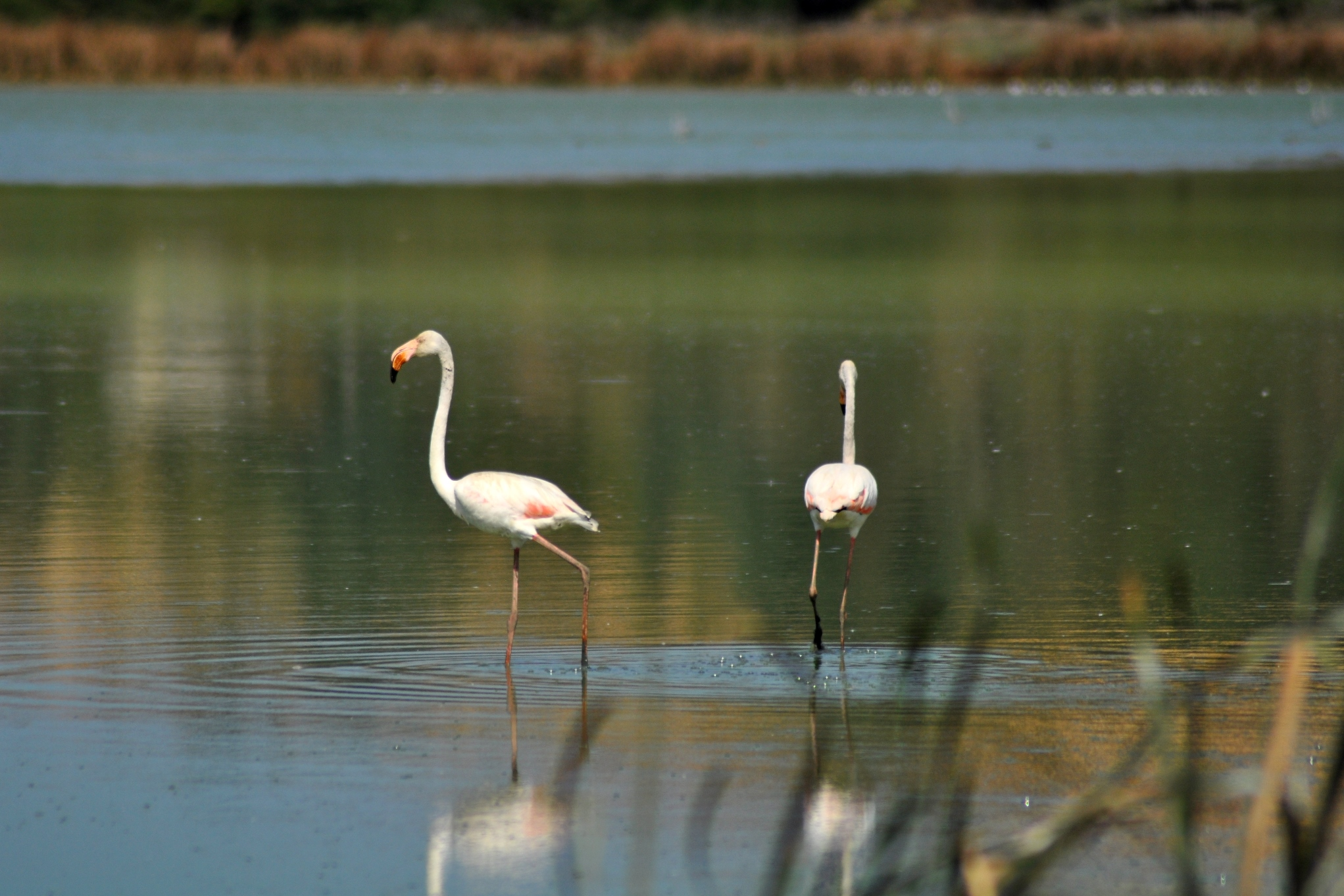
Flamants roses dans le parc national d'El-Kala.

Le lac offre un habitat important aux plantes aquatiques, notamment des espèces rares en Algérie comme les châtaignes d'eau et le nénuphar jaune. 
Il soutient des poissons en abondance. Dans le lac, sont abondantes les anguilles. Les mugilidaes : Mugil cephalus et Liza ramada remontent dans le lac par le chenal de trop-plein, qui met périodiquement en communication le lac avec la mer, dans la zone de Annaba. Le Barbeau, se reproduit dans le lac Oubeira à la fin de l'hiver - début du printemps.
Il abrite différentes espèces d'oiseaux nicheurs, sédentaires (la talève sultane et le balbuzard pêcheur) ou hivernants (l'érismature à tête blanche, l'oie cendrée et le grand cormoran), y compris quelques espèces menacées sur le plan mondial. Tandis que l'ibis falcinelle et le flamant rose  sont parmi les oiseaux observés toute l'année. Les mammifères sont représentés par la loutre. 
Les populations locales pratiquent l’élevage et l'agriculture. Le lac a été aleviné en carpes, et comporte une station d'aquaculture sur la rive septentrionale.